# Gynura bicolor
Espèce
Gynura bicolor est une espèce de plantes à fleurs de la famille des Asteraceae. Son aire d'origine s'étend du sous-continent indien à Taïwan et aux îles Caroline. C'est un sous-arbrisseau qui pousse principalement dans le biome subtropical.

## Description
Gynura bicolor est une plante pérenne. Cet arbuste existe deux formes, l'une est verte des deux côtés et l'autre a des feuilles vertes sur le dessus et violettes en dessous. Ces deux formes sont considérées comme des légumes médicinaux.

## Répartition et habitat
Gynura bicolor est originaire de Chine, de Thaïlande et de Birmanie. Cette espèce est fréquemment cultivée comme légume et comme plante médicinale.

## Historique
Gynura bicolor est utilisé comme aliment et en médecine populaire depuis des millénaires. Il a été mis en culture au Jardin botanique de Calcutta à partir des Moluques de l'Indonésie orientale en 1798.
Il a été introduit au Japon au 18e siècle. En 2010, le volume des expéditions de Gynura bicolor au Japon s'élevait à 63 tonnes.

## Utilisations
Gynura bicolor contient des niveaux élevés de vitamine C, de protéines brutes, de fer, de caroténoïdes, de calcium, d'acides aminés essentiels et est une riche source d'anthocyanines.
Selon la classification chinoise des aliments, Gynura bicolor est un aliment cool. Les feuilles sont sautées avec du gingembre dans de l'huile de sésame (deux aliments plus « chauds ») pour atteindre l'équilibre. Les tiges et racines de la plante peuvent également être transformées en thé. Les feuilles doivent être choisies peu abîmées et sans taches noires.
Au Japon, Gynura bicolor est consommé en légume à Ishikawa, Kumamoto et Okinawa. Il est légèrement blanchi et servi avec du ponzu, comme ingrédient de la soupe miso ou du tempura. Gynura bicolor se vend tout au long de l'année, mais l'hiver et le printemps sont les périodes les plus propices à l'utilisation de la plante.
Les racines de la plante ont été consommées par les aviateurs pour leur richesse en vitamine K. Gynura bicolor est utilisé pour lutter contre la dégradation des os chez les astronautes, en augmentant l'absorption du calcium. Il peut également aider les femmes astronautes pendant leurs menstruations.

## Propagation
Le bouturage de cette espèce est très facile.

## Toxicité
Des alcaloïdes de pyrrolizidine, toxiques pour le foie humain, ont été découverts dans Gynura bicolor testé dans cinq régions de Chine. Aucun effet génotoxique significatif n'a été constaté. Les échantillons prélevés dans la province de Jiangsu présentaient une faible cytotoxicité à la concentration de 100 mg/mL, ce qui recommande la prudence. 
Toutefois, une autre étude a révélé que la plante présente généralement un niveau de toxicité négligeable lorsqu'elle est administrée par voie orale et qu'elle a été déclarée sans danger après des expérimentations sur les animaux. La plante n'était pas cytotoxique pour la lignée cellulaire normale et « a confirmé la sécurité de la consommation de Gynura bicolor. L'étude a également révélé que la plante avait un potentiel de chimioprévention.
En définitive, une consommation raisonnée de la plante est conseillée pour éviter tout effet nocif potentiel dû à la présence généralement faible d'alcaloïdes pyrrolizidiniques.

## Systématique
Le nom correct complet (avec auteur) de ce taxon est Gynura bicolor ({Roxb. ex Willd.) DC..
L'espèce a été initialement classée dans le genre Cacalia sous le basionyme Cacalia bicolor Roxb. ex Willd..
Gynura bicolor a pour synonymes :
- Cacalia angulosa Wall.
- Cacalia bicolor Roxb.
- Cacalia bicolor Roxb. ex' Willd.
- Gynura angulosa subsp. angulosa
- Gynura angulosa subsp. petiolata Hook.f.
- Gynura angulosa var. angulosa
- Gynura angulosa var. petiolata Hook.f.
- Gynura angulosa (Wall.) A.DC.
- Gynura auriculata var. puberula DC.
- Gynura cusimbua var. petiolata (Hook.f.) R.Mathur
- Gynura purpurascens DC.
- Senecio bicolor Sch.Bip., 1867
- Senecio moluccanus Roxb.
- Senecio punduahensis Sch.Bip.

Parmi ses noms vernaculaires étrangers se trouvent « Hongfeng cai » (紅鳳菜), « Okinawan spinach » 「水前寺菜（スイゼンジナ） et « Edible gynura ».